# 中野渡進
中野渡 進（なかのわたり すすむ、1976年9月17日 - ）は、東京都小平市出身の元プロ野球選手（投手）。
ゲームクリエイターの中野渡昌平とは従兄弟にあたる。

## 来歴
東海大菅生高ではエースとして2年秋に東京都大会で準優勝するも決勝戦で大敗したため翌年春の選抜大会には選出されず、卒業後は社会人野球の三菱自動車川崎に入社。都市対抗野球では2年目に完投勝利、その後は補強選手としても先発。1999年のドラフト会議で、横浜ベイスターズから7位指名を受けて入団しプロ入り。入団時、ユニフォームの背ネームの文字数が非常に多い（NAKANOWATARI=12文字）ことが話題となった。
2年目の2001年シーズンは中継ぎとして63試合に登板し5勝1敗・防御率2.61と活躍。同年のシーズンオフに台湾で行われた第34回IBAFワールドカップ日本代表にも選ばれる。しかし、その後は登板過多による故障のため登板数が激減し、その故障が癒えなかったため（本人は後に著書で怪我は2002年中に完治していたが、翌2003年は所謂「飼い殺し」状態になっていたと述懐している）2003年シーズンオフに戦力外通告を受け、日本ハム、ヤクルトの入団テストを受けるが、入団には至らず現役を引退。
2004年10月より、弟とともに東京都国分寺市の国分寺駅北口で飲食店「もつ鍋わたり」を経営していたが、2014年6月30日閉店。店には松坂大輔・上原浩治をはじめ、かつて所属した横浜や地理的に近隣である西武やロッテの現役選手・コーチ陣が訪れ、店内には選手のサイン色紙などが数多く並べられていた。
閉店後は東京の奥地に工場を建て、精密機器の加工業に転職。2020年には中央線沿線地域を中心に飲食業を営んでいる知人が後継者になりかつて店が所在した国分寺駅北口に「九州料理 二代目もつ鍋わたり」をオープンさせている。タレやレシピなどもこの後継者に譲り、今後店の経営や飲食業に携わらず、前述の精密機器の加工工場の経営を続けていくとしている。その後、「九州料理 二代目もつ鍋わたり」は立川駅南口に立川店、三鷹駅南口に三鷹店を開店し、販路を拡大している。

## 人物
かなりの毒舌家であり、そのために球団と対立して4年で解雇に追い込まれたと言われている。その毒舌は引退後に改めて注目され、『漫画実話ナックルズ』（ミリオン出版発行・大洋図書発売）誌上で2009年7月号よりコラム『中野渡進の"もつ鍋的"野球論』を連載。
2011年7月19日には先述連載をまとめた単行本『ハマの裏番もつ鍋屋になる』が発売。それと前後して2011年7月号（5月16日発売）には、書籍化決定記念として、横浜時代の同期木塚敦志・先輩野村弘樹との対談記事が掲載（単行本にも収録）。また、発売を記念して古巣横浜戦（8月10日の対巨人戦）開催中の横浜スタジアムで手売りする企画が行われ、11月号に『「ハマの裏番もつ鍋屋になる」出版記念!!聖地ハマスタ手売りしにきたぞコラ!!』と題したリポート記事（中野渡による試合解説含む）が掲載された。同書の双葉文庫版（『球団と喧嘩してクビになった野球選手　破天荒野球選手自伝』と改題）は第10回酒飲み書店員大賞を受賞した。
2012年9月15日発売の『漫画実話ナックルズ』2012年11月号をもって、同誌休刊に伴い、『"もつ鍋的"野球論』シリーズの連載を終了。
この他、スポーツ誌「Number」誌上で（事実上の）連載企画を持っている。

## 詳細情報

### 年度別投手成績
| 年 度     | 球 団     | 登 板 | 先 発 | 完 投 | 完 封 | 無 四 球 | 勝 利 | 敗 戦 | セ 丨 ブ | ホ 丨 ル ド | 勝 率 | 打 者 | 投 球 回 | 被 安 打 | 被 本 塁 打 | 与 四 球 | 敬 遠 | 与 死 球 | 奪 三 振 | 暴 投 | ボ 丨 ク | 失 点 | 自 責 点 | 防 御 率 | W H I P |
| --------- | --------- | ----- | ----- | ----- | ----- | -------- | ----- | ----- | -------- | ----------- | ----- | ----- | -------- | -------- | ----------- | -------- | ----- | -------- | -------- | ----- | -------- | ----- | -------- | -------- | ------- |
| 2000      | 横浜      | 3     | 0     | 0     | 0     | 0        | 0     | 0     | 0        | --          | ----  | 17    | 4.0      | 6        | 0           | 0        | 0     | 0        | 3        | 0     | 0        | 3     | 3        | 6.75     | 1.50    |
| 2001      | 横浜      | 63    | 0     | 0     | 0     | 0        | 5     | 1     | 0        | --          | .833  | 351   | 86.1     | 68       | 6           | 28       | 2     | 7        | 57       | 3     | 0        | 28    | 25       | 2.61     | 1.11    |
| 2002      | 横浜      | 5     | 0     | 0     | 0     | 0        | 0     | 0     | 0        | --          | ----  | 29    | 5.1      | 11       | 2           | 2        | 0     | 0        | 4        | 0     | 0        | 7     | 7        | 11.81    | 2.44    |
| 2003      | 横浜      | 7     | 0     | 0     | 0     | 0        | 1     | 0     | 0        | --          | 1.000 | 29    | 6.2      | 6        | 0           | 3        | 0     | 1        | 6        | 1     | 0        | 4     | 4        | 5.40     | 1.35    |
| 通算：4年 | 通算：4年 | 78    | 0     | 0     | 0     | 0        | 6     | 1     | 0        | --          | .857  | 426   | 102.1    | 91       | 8           | 33       | 2     | 8        | 70       | 4     | 0        | 42    | 39       | 3.43     | 1.21    |

### 記録
- 初登板：2000年4月5日、対広島東洋カープ2回戦（広島市民球場）、7回裏に2番手で救援登板、1回無失点
- 初奪三振：同上、7回裏に木村拓也から空振り三振
- 初勝利：2001年4月26日、対広島東洋カープ5回戦（広島市民球場）、8回裏に4番手で救援登板・完了、2回無失点

### 背番号
- 52（2000年 - 2003年）

## 関連情報

### 連載
- 中野渡進の"もつ鍋的"野球論

編集：オフィスチタン（Office Ti+）。取材・構成：村瀬秀信、撮影：八木虎造。『漫画実話ナックルズ』2009年7月号（5月16日発売）から2012年3月号（1月16日発売）まで連載。
- もつ鍋わたり店主中野渡進のもつ鍋的野球論大盛り!!

文：村瀬秀信（Office Ti+）、撮影：八木虎造。『漫画実話ナックルズ』2012年4月号（2月16日発売）から同11月号（9月15日発売）まで連載。上記連載の続編。1ページだった記事が2ページに増加。

### 著書
- ハマの裏番 もつ鍋屋になる（2011年7月19日、ミリオン出版）ISBN 978-4813021476
  - 球団と喧嘩してクビになった野球選手（2014年3月13日、双葉社）ISBN 978-4575714104 - 上記の文庫化